# Club Alianza Sur
El Club Alianza Sur, más conocido como Alianza Sur o simplemente Alianza, es un club de fútbol con sede en la ciudad de Sucre, departamento de Chuquisaca, Bolivia. Fue fundado el 12 de abril de 2002 y desde la temporada 2016 participa en la Asociación Chuquisaqueña de Fútbol.
El objetivo principal de la institución Alianza Sur es formar y promover deportistas.
Los colores que lo identifican son el azul y el blanco. Su primer equipo disputa sus encuentros como local en el Estadio Olímpico Patria. El 2015 logró ascender a la máxima categoría de la Asociación Chuquisaqueña de Fútbol.

## Historia
El club Alianza Sur fue fundado el 12 de abril de 2002. Al año siguiente fue inscrito en la Asociación Chuquisaqueña de Fútbol (ACHF), fundada el 3 de julio de 1914 representando al departamento de Chuquisaca e integrada al profesionalismo en 1969. afiliada a la Asociación Nacional de Fútbol de Bolivia.
Tras su paso por las categorías de ascenso en el fútbol boliviano, logró en 2015 ser Campeón en la categoría PRIMERA "B" logrando el ascenso a la Categoría PRIMERA "A" (conocida como la Tercera División en Bolivia), en el cual participan clubes como Club Independiente Petrolero quien desde la temporada 2021 jugará en la Primera División de Bolivia, como también el club Flamengo de Sucre, Club Deportivo Alemán, Club Junin, Estudiantes de La Plata, Atlético Sucre, Universitario de Sucre, Huracán del Valle, entre otros. 
Después de tener varios dueños y presidentes durante el periodo 2012 - 2020, recientemente el club ha sido vendido al empresario deportivo venezolano Leonardo Isaac Mindiola Bermúdez, el cual manifestó su deseo de lograr consolidar un proyecto a mediano plazo, apoyado por un grupo de trabajo que estará comandado por el experimentado entrenador Venezolano José Ramon Marcano Méndez y un cuerpo técnico de nivel, tomando en cuenta a jugadores del Departamento de Chuquisaca, Sucre y sus alrededores, pero también la incorporación de una mezcla de jugadores jóvenes y experimentados de otros países a través de la agencia de representación M&M SPORTS TALENTS AGENCY AGENCIA

## Uniforme
- Uniforme titular: Camiseta blanca con detalles azules, pantalón negro y medias blancas.
- Uniforme alternativo: Camiseta azul celeste con una franja azul oscuro, pantalón azul con detalles blancos y medias azules.

## Instalaciones

### Estadio

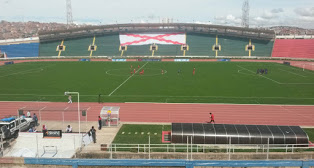
Panorámica del Estadio Olímpico Patria

Alianza Sur disputa sus encuentros en condición de local en el Estadio Olímpico Patria, de propiedad del Gobierno Departamental de Chuquisaca. Cuenta con un aforo total para 32 700 espectadores. Este escenario fue inaugurado el año 1992 con tres tribunas: Preferencia, General y Curva Norte, además de una pista atlética de tartán de 8 carriles siendo completado 4 años después con la construcción de la curva sur en ocasión de la realización de la Copa América 1997 que tuvo a la ciudad de Sucre como sede de uno de los grupos del torneo.
En octubre de 2011, el Estadio se benefició con la instalación de un moderno e imponente tablero electrónico, el segundo más grande de Bolivia.

## Junta Directiva 2021
| Cargo               | Nacionalidad | Nombre                  |
| ------------------- | ------------ | ----------------------- |
| PRESIDENTE          |              | Leonardo Isaac Mindiola |
| 1.er VICEPRESIDENTE |              | Luis Eduardo Sotomayor  |
| 2.º VICEPRESIDENTE  |              | Geba Noemi Martínez     |
| SECRETARIA GENERAL  |              | Carmen Tusnelda Pachano |
| 1.er VOCAL          |              | José Enrique Marcano    |

## Datos del club
- Temporadas en Categoría Primera "A": (Segunda División) 4 (2016 - 2021-presente).
- Temporadas en Categoria Primera "B" (Tercera Division):  (?).
- Debut en la Categoria Primera "A" (Segunda División): 2016

### Ascensos
- 2015:  Ascenso de la Categoría Primera "B" a la Categoría Primera "A".

## Organigrama deportivo

### Plantel 2021
Los siguientes jugadores son los que actualmente integran el primer plantel de Alianza Sur.

Actualizado el 20 de febrero de 2021

| Temporada 2021 |                      |                         |       |          |         |        |                       |
| N.º            | Nac                  | Nombre                  | P (G) | Posición | Edad    | Altura | Ul. Equipo            |
| 1              | Bandera de Bolivia   | Orlando Yucra           | 0     | ARQ      | 27 años | 1,84m  | Agente libre          |
| 12             | Bandera de Bolivia   | Jhon Mercado            | 0     | ARQ      | 27 años | 1,91m  | Agente libre          |
| 2              | Bandera de Colombia  | Cristian Astudillo      | 0     | DFC      | 22 años | 1,71m  | Agente libre          |
| 3              | Bandera de Bolivia   | Vladimir Tango          | 0     | DFC      | 23 años | 1,68m  | Agente libre          |
| 4              | Bandera de Bolivia   | José Flores             | 0     | DFC      | 27 años | 1,69m  | Divisiones inferiores |
| 6              | Bandera de Colombia  | John Alexander Martínez | 0     | MC       | 24 años | 1,68m  | Agente libre          |
| 11             | Bandera de Bolivia   | Maicol Aymuro           | 0     | DFC      | 31 años | 1,77m  | Divisiones inferiores |
| 12             | Bandera de Bolivia   | Víctor Arancibia        | 0     | DFC      | 23 años | 1,65m  | Divisiones inferiores |
| 16             | Bandera de Venezuela | Brayan De Los Santos    | 0     | DFC      | 30 años | 1,69m  | Agente libre          |
| 5              | Bandera de Bolivia   | Josué Coronado          | 0     | MC       | 34 años | 1,75m  | Agente libre          |
| 8              | Bandera de Bolivia   | Brayan Arancibia        | 0     | MCD      | 23 años | 1,70m  | Mojocoya              |
| 18             | Bandera de Bolivia   | Cristhian Flores        | 0     | MCD      | 25 años | 1,82m  | Mojocoya              |
| 21             | Bandera de Perú      | Mauricio Guerrero       | 0     | MCD      | 20 años | 1,74m  | Agente libre          |
| 23             | Bandera de Bolivia   | Ronald Daza             | 0     | MCD      | 24 años | 1,69m  | Agente libre          |
| 9              | Bandera de Bolivia   | Ronald Daza             | 0     | ED       | 24 años | 1,86m  | Agente libre          |
| 10             | Bandera de Venezuela | José Méndez             | 0     | DEL      | 24 años | 1,73m  | Agente libre          |
| 18             | Bandera de Bolivia   | Beymar Vallejos         | 0     | DEL      | 24 años | 1,73m  | Agente libre          |
| 27'            | Bandera de Bolivia   | David Hinojosa          | 0     | DEL      | 26 años | 1,68m  | Agente libre          |
| 45             | Bandera de Bolivia   | Romer Mendoza           | 0     | DEL      | 26 años | 1,73m  | Atla Wisaray          |

| Cuerpo técnico       |                     |          |            |      |               |              |
| Nacionalidad         | Entrenador          | Partidos | Puesto     | Edad | Último Equipo | Fin Contrato |
| Bandera de Venezuela | José Marcano Méndez | 0        | Entrenador |      |               |              |

 El jugador esta lesionado o contrajo en COVID-19.
 No es tenido en cuenta por el entrenador.

## Entrenadores
- Leonardo Pomacusi 2019.[5]
- José Ramón Marcano Mendez 2020-Act.

### Cuerpo técnico 2021
| Cargo                  | Nacionalidad | Nombre                    |
| ---------------------- | ------------ | ------------------------- |
| Entrenador             |              | Jose Ramon Marcano Mendez |
| Asistente técnico      |              | Por confirmar             |
| Ayudante de campo      |              | Por confirmar             |
| Preparador físico      |              | Por confirmar             |
| Preparador de Arqueros |              | Por confirmar             |
| Médico                 |              | Por confirmar             |
| Kinesiólogo            |              | Por confirmar             |
| Jefe de prensa         |              | Por confirmar             |
| Utilero                |              | Por confirmar             |

## Palmarés

### Torneos departamentales, provinciales y distritales
| Torneo                                                           | Títulos | Subcampeonatos | Años en los que fue campeón | Años en los que fue subcampeón |
| ---------------------------------------------------------------- | ------- | -------------- | --------------------------- | ------------------------------ |
| Segunda División de la Asociación Chuquisaqueña de Fútbol (ACHF) | 1       | 0              | 2015.                       |                                |